# Sándor Bíró
Sándor Bíró (né le 9 août 1911 à Budapest et mort le 7 octobre 1988) était un joueur international de football hongrois, qui jouait défenseur.

## Biographie
Il joue avec l'équipe de Hongrie durant 54 matchs entre 1932 et 1946, et joue les 4 matchs de sa sélection pendant la coupe du monde 1938 en France, dont la finale contre l'Italie.
Entre juillet 1933 et juin 1938, il évolue au MTK Hungária FC. Après le mondial de 1938, il joue lors d'un match amical contre l'équipe d'Écosse le 7 décembre 1938.